# جنگ در زیر
جنگ در زیر (به انگلیسی: The War Below) نام فیلمی است در ژانر درام، تاریخی و جنگی محصول ۲۰۲۱ بریتانیا. فیلم را جی‌پی واتس کارگردانی کرده و سناریوی آن نیز از سوی واتس و تامس وودز نوشته شده است. هنرپیشگانی چون سم هزلدین، تام گودمن-هیل و کریس هیچن در آن به ایفای نقش پرداخته‌اند.

## داستان
در جریان جنگ جهانی اول، نبرد در جبههٔ غربی با آلمان‌ها به بن‌بست رسیده است و بمباران متفقین به سنگرهای عمیق آلمانی نفوذ نمی‌کنند. در این میان ارتش بریتانیا دست به دامان چند چاه‌کن می‌شود تا با زدن نقب‌هایی در زیر مقرهای آلمان‌ها و انفجارشان، مقاومت آنها را بشکنند.